# Begraafplaats van Overijse
De Begraafplaats van Overijse is een gemeentelijke begraafplaats in de Belgische gemeente Overijse. De begraafplaats ligt op de helling van de Mollenberg op 270 m ten noordwesten van het centrum (Sint-Martinuskerk). De begraafplaats is bereikbaar via een 15-tal treden.

## Oorlogsgraven
- Aan de noordelijke rand van de begraafplaats liggen in een gezamenlijk graf de lichamen van sergeant Maurice Coomans en soldaat Alfons Moerenhout. Zij waren inwoners van Overijse en sneuvelden in 1940.
- Achteraan de begraafplaats ligt het graf van de Britse korporaal John McKay Sinclair. Hij stierf op 20 januari 1919. Zijn graf staat bij de Commonwealth War Graves Commission genoteerd onder Overijse Communal Cemetery.[1]

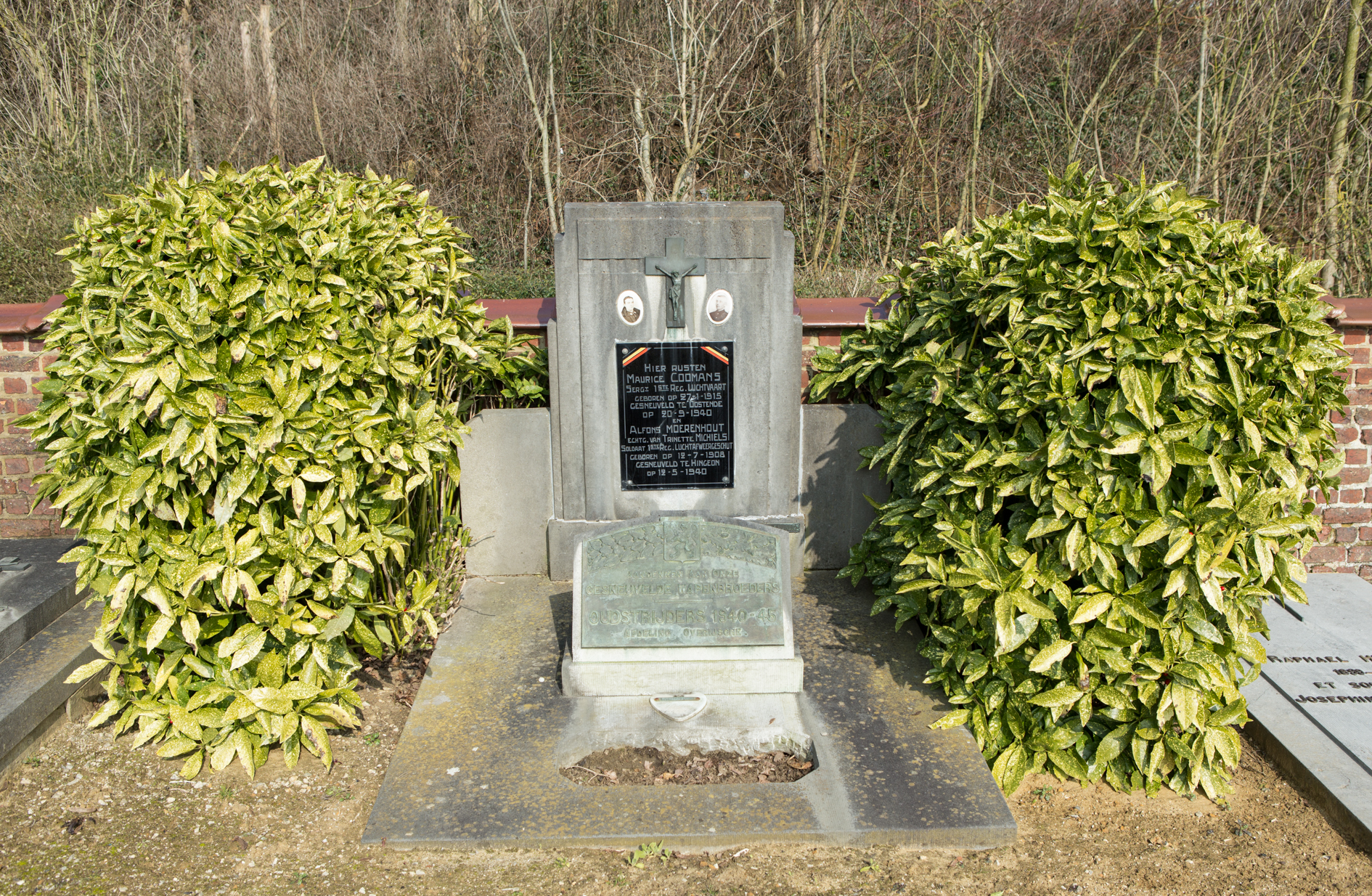
Graf van M. Coomans en A. Moerenhout

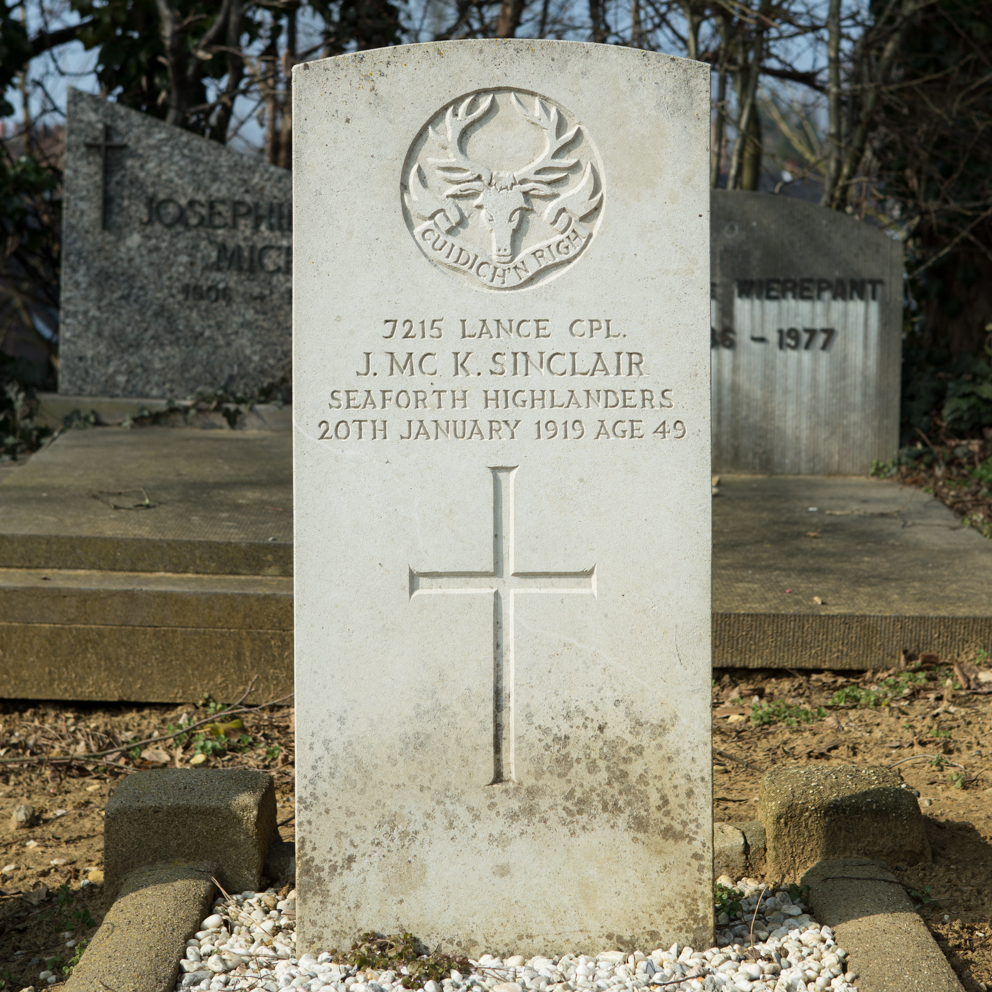
Graf van J. McKay Sinclair